# Onthophagus quadrinodosus
Onthophagus quadrinodosus är en skalbaggsart som beskrevs av Fahraeus 1857. Onthophagus quadrinodosus ingår i släktet Onthophagus och familjen bladhorningar. Inga underarter finns listade i Catalogue of Life.